# Hydrolagus ogilbyi
Ogilby's ghostshark or whitefish (Hydrolagus ogilbyi) là một loài cá thuộc họ Chimaeridae. Nó là loài đặc hữu của Úc. Môi trường sống tự nhiên của chúng là open seas.